# Ministero della difesa nazionale (Grecia)
Il Ministero della Difesa Nazionale (in greco Υπουργείο Εθνικής Άμυνας?, Ypourgeio Ethnikīs Amunas) è l'organizzazione civile di gabinetto responsabile della gestione delle Forze Armate Elleniche, il cui leader è, secondo la Costituzione (Articolo 45), il Presidente della Repubblica, ma la loro amministrazione è esercitata esclusivamente dal Primo Ministro e dal Governo della Grecia.
Oggi è classificato gerarchicamente al terzo posto nella graduatoria dei ministeri. La posizione più alta nella storia del Ministero è stata la seconda, dalla secondo governo Papandreou fino al secondo governo Sīmitīs (1993 - 2000).
Dal 27 giugno 2023, il Ministro della Difesa Nazionale è Nikos Dendias.

## Μinistri della difesadal 1974
- Euaggelos Averōf (24 luglio 1974 – 21 ottobre 1981)
- Andreas Papandreou (21 ottobre 1981 – 25 luglio 1986)
- Giannīs Charalampopoulos (25 luglio 1986 – 2 luglio 1989)
- Iōannīs Varvitsiōtīs (2 luglio 1989 – 12 ottobre 1989)
- Theodoros Degiannis (12 ottobre 1989 – 23 novembre 1989)
- Tzannīs Tzannetakīs (23 novembre 1989 – 13 febbraio 1990)
- Theodōros Ntegiannīs (13 febbraio 1990 – 11 aprile 1990)
- Iōannīs Varvitsiōtīs (11 aprile 1990 – 13 ottobre 1993)
- Gerasimos Arsenīs (13 ottobre 1993 – 25 settembre 1996)
- Akīs Tsochatzopoulos (25 settembre 1996 – 24 ottobre 2001)
- Giannos Papantōniou (24 ottobre 2001 – 10 marzo 2004)
- Spīlios Spīliōtopoulos (10 marzo 2004 – 15 febbraio 2006)
- Vaggelīs Meïmarakīs (15 febbraio 2006 – 7 ottobre 2009)
- Evangelos Venizelos (7 ottobre 2009 – 17 luglio 2011)
- Panos Mpeglitīs (17 luglio 2011 – 11 novembre 2011)
- Dīmītrīs Avramopoulos (11 novembre 2011 – 17 maggio 2012)
- Fragkoulīs Fragkos (17 maggio 2012 – 21 giugno 2012)
- Panos Panagiōtopoulos (21 giugno 2012 – 25 giugno 2013)
- Dīmītrīs Avramopoulos (25 giugno 2013 – 3 novembre 2014)
- Nikos Dendias (3 novembre 2014 – 27 gennaio 2015)
- Pános Kamménos (27 gennaio 2015 – 28 agosto 2015)
- Iōannīs Giagkos (28 agosto 2015 – 23 settembre 2015)
- Pános Kamménos (23 settembre 2015 – 14 gennaio 2019)
- Euaggelos Apostolakīs (14 gennaio 2019 – 9 luglio 2019)
- Nikolaos Panagiōtopoulos (9 luglio 2019 – 26 maggio 2023)
- Alkibiadīs Stefanīs (26 maggio 2023 – 27 giugno 2023)
- Nikos Dendias (dal 27 giugno 2023)